# Número pseudoprimo de Catalan
En matemáticas, un pseudoprimo de Catalan es un número compuesto n impar que satisface la relación de congruencia:
{\displaystyle (-1)^{\frac {n-1}{2}}\cdot C_{\frac {n-1}{2}}\equiv 2{\pmod {n}},}
donde Cm denota el m-ésimo número de Catalan. La congruencia también es válida para cada número primo n impar que justifica el nombre de números pseudoprimos para los números compuestos n que lo satisfacen. Su nombre hace referencia al matemático belga Eugène Charles Catalan (1814–1894). 

## Propiedades
Los únicos pseudoprimos de Catalan conocidos son: 5907, 1194649 y 12327121 (sucesión A163209 en OEIS), siendo los dos últimos cuadrados de primos de Wieferich. En general, si p es un primo de Wieferich, entonces p2 es un pseudoprimo de Catalan.